# 埃恩斯特·特奧多爾·埃赫特米爾
埃恩斯特·特奧多爾·埃赫特米爾（德語：Ernst Theodor Echtermeyer，1805年8月12日—1844年5月3日）是一名德國作家、文學科學家、美學家和哲學家。

## 生平
1805年出生於巴特利本韦达。
當他還是学生的時候在哈雷學習法律，後來到了柏林開始學習哲学和德语语文学，1831年畢業。
1838年他與阿諾德·魯格創立了青年黑格爾派的雜誌哈雷年鑑（Hallische Jahrbücher für Wissenschaft und Kunst）。1844年於德勒斯登逝世。

## 外部連結
- 埃恩斯特·特奧多爾·埃赫特米爾（德国国家图书馆目录相关文献）